# Trizonesien-Song
Der Trizonesien-Song, auch als Wir sind die Eingeborenen von Trizonesien bekannt, ist ein von Karl Berbuer geschriebenes Karnevalslied. Das Stück wurde 1948 von Berbuer eingesungen und im Dezember auf Schallplatte veröffentlicht. Es wurde über die Grenzen des Rheinlands hinaus bekannt und übernahm teilweise die Funktion einer Nationalhymne in der Trizone, also der Besatzungszonen der drei Westalliierten nach dem Zweiten Weltkrieg.

## Hintergrund
Am 1. Januar 1947 wurden die amerikanische und britische Besatzungszone zum Vereinigten Wirtschaftsgebiet zusammengelegt. Das Bizone genannte Gebiet wurde am 8. April 1949 durch Beitritt der Französischen Besatzungszone zur Trizone. Möglicherweise entstand der ironische Begriff „Trizonesien“ bereits nach der in den drei westlichen Besatzungszonen am 20. Juni 1948 eingeführten Währungsreform.

## Entstehungsgeschichte
Die Idee für den Marsch-Fox hatte Karl Berbuer bereits 1947. Er saß in der Nähe des Kölner Doms in einem Restaurant, als dort über die sogenannte Bizone gesprochen wurde. Jemand aus der Runde erwähnte die Wortschöpfung „Bizonesien“. Als sich kurz vor der Vorstellung des Lieds die Erweiterung zur „Trizone“ abzeichnete, änderte Berbuer den Text entsprechend. Das Stück wurde der Öffentlichkeit zum Karnevalsauftakt am 11. November 1948 vorgestellt und am 17. Dezember von Berbuer auf Schallplatte veröffentlicht.

## Text

### Allgemein

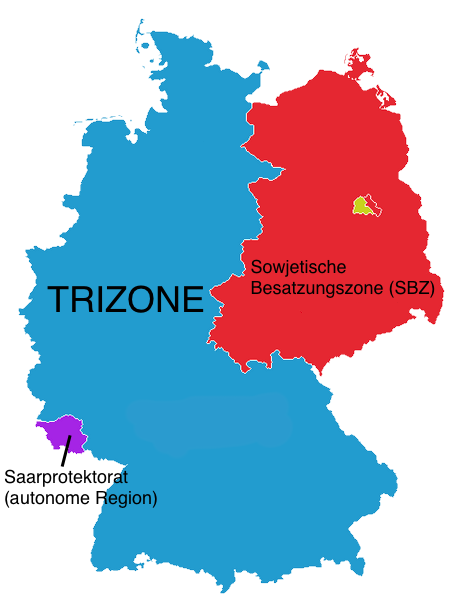
Trizone 1948

„Ein kleines Häuflein Diplomaten macht heut die große Politik, sie schaffen Zonen, ändern Staaten.“

Das Lied hat einen eingängigen Refrain:
Wir sind die Eingeborenen von Trizonesien,

Hei-di-tschimmela-tschimmela-tschimmela-tschimmela-bumm!

Wir haben Mägdelein mit feurig wildem Wesien,

Hei-di-tschimmela-tschimmela-tschimmela-tschimmela-bumm!

Wir sind zwar keine Menschenfresser, doch wir küssen um so besser.

Wir sind die Eingeborenen von Trizonesien,

Hei-di-tschimmela-tschimmela-tschimmela-tschimmela-bumm!
Dieser wurde sehr populär, so dass der mit hochdeutschem Text versehene Karnevalsschlager letztlich ein großer Erfolg für Berbuer wurde.

### Textanalyse
Das Lied wird als Indiz für gewonnene Distanz zum vergangenen Krieg gedeutet, als humorvolles Lachen über die eigene Situation. Das Wort ‚Menschenfresser‘ ist ein eng mit Eingeborenen assoziierter Begriff. Der Musikwissenschaftler Fred Ritzel bezeichnet 1998 in seiner Songanalyse die Verwendung dieses Wortes vor dem Hintergrund der Kriegstoten und Judenmorde als erschreckend und skrupellos. In einer musikpsychologischen Untersuchung fand man Hinweise auf den Wunsch zur Überwindung der nationalen Isolation. Der Text verballhornt das Schlagwort vom Deutschen Wesen zum wilden Wesien.
Das Karnevalslied sei ein „Spiegel der Mentalitäts- und Politikgeschichte 1948“ und der „in Selbstironie verpackte Wunsch, die nationale Isolation zu überwinden“. Es schildere ironisch wie kein anderes die Lage der Deutschen zwischen Währungsunion und Republikgründung. „Wir ‚Trizoniesier', so streichelte das (…) Liedchen die arg gekränkte Volksseele, sind ganz, ganz harmlose Menschen“. Nach Neugebauer reflektiert das Lied wie kaum ein anderes zeitgenössisches Dokument die Befindlichkeit der Deutschen in den drei westlichen Besatzungszonen.

## Rezeption
Da es zu dieser Zeit noch keine deutsche Nationalhymne gab, wurde das Lied ersatzweise bei Sportveranstaltungen gespielt. In England wurde es zunächst als Hinweis auf einen aufkommenden Revanchismus gewertet, später aber auch als Ersatznationalhymne gespielt. Auch bei einem Radrennen in Köln im Jahre 1949 wurde es bei der Siegerehrung angestimmt. Da die anwesenden alliierten Offiziere es für die deutsche Nationalhymne hielten, erhoben sie sich von ihren Sitzen. Es wurde für den aus Köln stammenden Sieger Jean Schorn gespielt, der auf der Radrennbahn im Müngersdorfer Stadion beim ersten internationalen Radrennen nach dem Krieg gewonnen hatte. Hierzu nahm Konrad Adenauer in einer Pressekonferenz am 19. April 1950 in Berlin Stellung:

„Ich glaube, es war im vorigen Jahr, da war im Kölner Stadion eine sportliche Veranstaltung gegenüber Belgien. Es war auch manches belgische Militär in Uniform da vertreten, und schließlich wurden die Nationalhymnen angestimmt, und die Musikkapelle, die offenbar einen sehr tüchtigen und geistig gegenwärtigen Kapellmeister gehabt hat, hat ohne besonderen Auftrag, als die deutsche Nationalhymne angestimmt werden sollte, das schöne Karnevalslied Ich bin ein Einwohner von Trizonesien angestimmt. Was ich Ihnen jetzt sage, ist vertraulich für Sie, das ist nicht für die Öffentlichkeit bestimmt. Da sind zahlreiche belgische Soldaten aufgestanden und haben salutiert, weil sie glaubten, das wäre die Nationalhymne.“

Das Lied wurde unter anderem von den Bläck Fööss (LP Was habst Du in die Sack; 1988) und von Konrad Beikircher (LP Und singt ein Lied dabei; 2008) interpretiert.